# Zoopagales
Los Zoopagales son un orden de hongos depredadores de amebas, rizópodos, rotíferos y nematodos. También endo- o ectoparásitos de animales.
Los miembros de este grupo se nutren a través de un estado intracelular que consiste en digerir el contenido interno del huésped por fagocitosis, un comportamiento que se ha observado en otros hongos como Orbiliomycetes, Rozellomycetes y Aphelidiomycota. Sin embargo, no pueden nutrirse en ausencia de un huésped. Viven en diversos hábitats (suelo, materia vegetal en putrefacción, agua, etc.). Las especies depredadoras poseen un micelio aseptado ramificado difusamente y revestido de una sustancia pegajosa que se adhiere a la presa y emite haustorios por los que absorbe los nutrientes del huésped. La reproducción puede ser sexual mediante zigosporas o asexual por esporas que no son expulsadas de forma activa, solitarias o agrupadas en cadenas.
El orden incluye 5 familias con 22 géneros y 190 especies descritas.